# 42e cérémonie des Grammy Awards
La 42e cérémonie des Grammy Awards s'est déroulée le 23 février 2000 au Staples Center à Los Angeles (Californie).
Le groupe Santana est le grand vainqueur avec huit Grammys, égalant le record de Michael Jackson du plus grand nombre de grammys remportés en une seule édition. Leur album Supernatural reçoit neuf récompenses. Christina Aguilera devient la seconde plus jeune artiste à remporter un Grammy à l'âge de 19 ans et 2 mois.
Jennifer Lopez y fait une apparition avec une robe remarquée.

## Palmarès
| Prix                      | Artiste                | Titre              |
| ------------------------- | ---------------------- | ------------------ |
| Enregistrement de l'année | Santana ft. Rob Thomas | Smooth             |
| Album de l'année          | Santana                | Supernatural       |
| Chanson de l'année        |                        | Smooth             |
| Meilleur nouvel artiste   | Christina Aguilera     | Christina Aguilera |

### Pop
| Prix                                              | Artiste                | Titre                                |
| ------------------------------------------------- | ---------------------- | ------------------------------------ |
| Best Female Pop Vocal Performance                 | Sarah McLachlan        | I Will Remember You                  |
| Best Male Pop Vocal Performance                   | Sting                  | Brand New Day                        |
| Best Pop Performance By A Duo Or Group With Vocal | Santana                | Maria Maria                          |
| Best Pop Collaboration With Vocals                | Santana ft. Rob Thomas | Smooth                               |
| Best Pop Instrumental Performance                 | Santana                | El Farol                             |
| Best Dance Recording                              | Cher                   | Believe                              |
| Best Pop Album                                    | Sting                  | Brand New Day                        |
| Best Traditional Pop Vocal Performance            | Tony Bennett           | Bennett Sings Ellington - Hot & Cool |

### Rock
| Prix                                               | Artiste                  | Titre               |
| -------------------------------------------------- | ------------------------ | ------------------- |
| Best Female Rock Vocal Performance                 | Sheryl Crow              | Sweet Child O' Mine |
| Best Male Rock Vocal Performance                   | Lenny Kravitz            | American Woman      |
| Best Rock Performance By A Duo Or Group With Vocal | Santana ft. Everlast     | Put Your Lights On  |
| Best Hard Rock Performance                         | Metallica                | Whiskey In The Jar  |
| Best Metal Performance                             | Black Sabbath            | Iron Man            |
| Best Rock Instrumental Performance                 | Santana ft. Eric Clapton | The Calling         |
| Best Rock Song                                     | Red Hot Chili Peppers    | Scar Tissue         |
| Best Rock Album                                    | Santana                  | Supernatural        |
| Best Alternative Music Performance                 | Beck                     | Mutations           |

### Country
| Prix              | Artiste | Titre        |
| ----------------- | ------- | ------------ |
| Best Country Song |         | Come On Over |

### Musique classique
| Prix                           | Artiste | Titre                                                                                 |
| ------------------------------ | ------- | ------------------------------------------------------------------------------------- |
| Best Opera Recording           |         | Stravinsky: The Rake's Progress                                                       |
| Best Chamber Music Performance |         | Beethoven: The Violin Sonatas (Nos. 1-3, Op. 12; Nos. 1-3, Op. 30; \"Spring\" Sonata) |

### Autres
| Prix             | Artiste | Titre                                                                    |
| ---------------- | ------- | ------------------------------------------------------------------------ |
| Best Album Notes |         | John Coltrane - The Classic Quartet: Complete Impulse! Studio Recordings |